# Giro dell'Emilia 2022
105. ročník jednodenního cyklistického závodu Giro dell'Emilia se konal 1. října 2022 v italském regionu Emilia-Romagna. Vítězem se stal Španěl Enric Mas z týmu Movistar Team. Na druhém a třetím místě se umístili Slovinec Tadej Pogačar (UAE Team Emirates) a Ital Domenico Pozzovivo (Intermarché–Wanty–Gobert Matériaux). Závod byl součástí UCI ProSeries 2022 na úrovni 1.Pro.

## Týmy
Závodu se zúčastnilo 16 z 18 UCI WorldTeamů a 9 UCI ProTeamů. Všechny týmy přijely se sedmi závodníky kromě týmů Arkéa–Samsic a Team TotalEnergies, na start se tak postavilo 173 jezdců. Do cíle na Madonna di San Luca dojelo 87 z nich.
UCI WorldTeamy
- AG2R Citroën Team
- Astana Qazaqstan Team
- Bora–Hansgrohe
- Cofidis
- EF Education–EasyPost
- Groupama–FDJ
- Ineos Grenadiers
- Intermarché–Wanty–Gobert Matériaux
- Israel–Premier Tech
- Lotto–Soudal
- Movistar Team
- Quick-Step–Alpha Vinyl
- Team BikeExchange–Jayco
- Team Jumbo–Visma
- Trek–Segafredo
- UAE Team Emirates

UCI ProTeamy
- Alpecin–Deceuninck
- Arkéa–Samsic
- Bardiani–CSF–Faizanè
- Bingoal Pauwels Sauces WB
- Caja Rural–Seguros RGA
- Drone Hopper–Androni Giocattoli
- Eolo–Kometa
- Equipo Kern Pharma
- Team TotalEnergies

## Výsledky
| Pořadí | Jezdec                   | Tým                                | Čas        |
| ------ | ------------------------ | ---------------------------------- | ---------- |
| 1      | Enric Mas (ESP)          | Movistar Team                      | 4h 55' 31" |
| 2      | Tadej Pogačar (SLO)      | UAE Team Emirates                  | + 11"      |
| 3      | Domenico Pozzovivo (ITA) | Intermarché–Wanty–Gobert Matériaux | + 14"      |
| 4      | Alejandro Valverde (ESP) | Movistar Team                      | + 26"      |
| 5      | Rigoberto Urán (COL)     | EF Education–EasyPost              | + 31"      |
| 6      | Lorenzo Fortunato (ITA)  | Eolo–Kometa                        | + 37"      |
| 7      | Rubén Fernández (ESP)    | Cofidis                            | + 46"      |
| 8      | Rudy Molard (FRA)        | Groupama–FDJ                       | + 53"      |
| 9      | Davide Formolo (ITA)     | UAE Team Emirates                  | + 1' 12"   |
| 10     | Michael Storer (AUS)     | Groupama–FDJ                       | + 1' 13"   |